# 13e Landingsflottielje
Het 13e Landingsflottielje (Duits: 13. Landungsflottille) was een operationele eenheid van de Duitse Kriegsmarine tijdens de Tweede Wereldoorlog. Zo’n flottielje was normaal uitgerust met onder andere 20 tot 30 stuks van de Marinefährprahm. 

## Geschiedenis

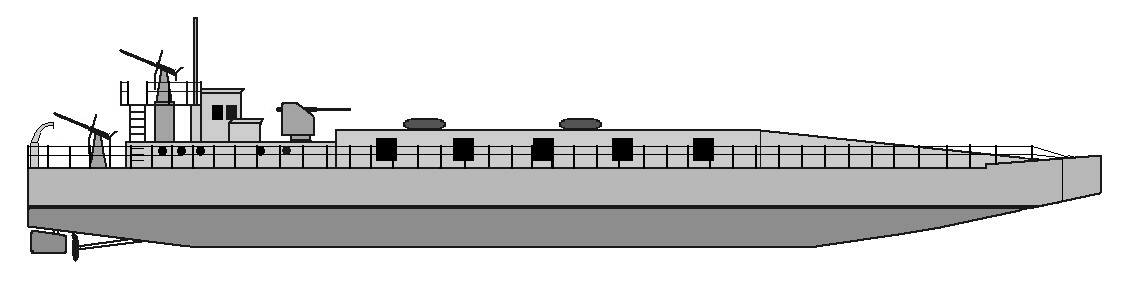
De standaarduitrusting: de Marinefährprahm

Het flottielje werd opgericht in december 1941 / januari 1942 in Swinemünde opgericht vanuit delen van het Erprobungsverband Ostsee als trainingsflottielje en onder bevel van de 2. Landungslehrdivision. Het ongeveer 1.800 man sterke flottielje leidde maandelijks 400 man maritiem en technisch personeel op voor frontlinieflottieljes. Daarnaast ondersteunde het flottielje training van de Pionier-Lehr-Kompanie Brandenburg, gehuisvest op het zeilende opleidingsschip Gorch Fock. Vanaf januari 1944 werden delen van het flottielje ingezet op bevoorradingsreizen in de Oostzee. Op 17 juni 1944 werd het flottielje onder de controle van de 9. Sicherungs-Division geplaatst en gereorganiseerd tot frontlinieflottielje. Op 20 augustus 1944 landde het flottielje met boten die waren toegewezen aan het leichten Sturmboot-Kommandos 903 troepen bij Tukums en droeg er zo toe bij dat er weer een landverbinding van Riga naar Koerland tot stand kon worden gebracht. Van 14 tot 16 september 1944 nam het flottielje deel aan Operatie "Tanne-Ost", de landing van Duitse troepen op het door Finland bezette eiland Suursaari. De landing werd onder zware gevechten door de Finse strijdkrachten afgeslagen. Het flottielje verloor verschillende boten door vijandelijke artillerie. Van 17 tot 24 september werd ze gebruikt om Estland te ontruimen van Tallinn en Baltischport naar de Baltische eilanden en de Letse en Litouwse havens op het vasteland. Dit werd gevolgd door missies om de Baltische eilanden te bevoorraden en de Riga saillant te ontruimen. Vanaf 25 oktober 1944 werden delen van het flottielje gebruikt om het Memelbruggenhoofd te bevoorraden. Op 23 november 1944 maakte het flottielje zijn laatste ontruiming vanaf het schiereiland Schworbe. Het flottielje werd vervolgens gebruikt voor beveiligings-, mijnleg- en transporttaken tussen Koerland en de Heimat. Het flottielje was verspreid over groepsbases van Windau tot Memel. In januari 1945 verhuisde het flottieljehoofdkwartier naar Gotenhafen. De boten werden gebruikt voor aanvoer- en evacuatietochten rond Danzig en Pillau. In de nacht van 5 april 1945 namen boten van het flottielje deel aan Operatie Walpurgisnacht, de evacuatie van de Oxhöfter Kämpe, en in de nacht van 25 april 1945 aan de evacuatie van het Pillau-bruggenhoofd naar Neutief. Van 1 tot 8 mei 1945 bracht het flottielje 150.000 vluchtelingen en soldaten uit de delta van de Weichsel naar Hela. Op 8 mei 1945 voeren alle boten naar Kiel en op 9 mei was er opnieuw een gevecht met Sovjet vliegtuigen en speedboten nabij Bornholm. Individuele boten werden vervolgens overgenomen door de GMSA (German Mine-Sweeping Administration) in Kiel.

### Einde
Het 13e Landingsflottielje capituleerde op 9 mei 1945 in Kiel.

## Commandanten
| Rang             | Naam                  | Begin         | Eind          |
| ---------------- | --------------------- | ------------- | ------------- |
| Korvettenkapitän | Rolf Seeger           | februari 1943 | augustus 1943 |
| Korvettenkapitän | Dr. Theodor Sonnemann | augustus 1943 | augustus 1944 |
| Kapitänleutnant  | Oswald Reinhardt      | augustus 1944 | oktober 1944  |
| Korvettenkapitän | Heinrich Wassmuth     | oktober 1944  | 9 mei 1945    |